# Ненасичені полімери

Ланцюг поліацетилену

Спр́яжені полім́ери або ненас́ичені полім́ери — полімери, в основному хребті яких є подвійні зв'язки.
Класичний приклад ненасиченого полімеру — поліацетилен, в якому одинарний і подвійний зв'язки чергуються вздовж хребта.
Завдяки існуванню подвійних зв'язків спряжені полімери є напівпровідниками або навіть провідниками.

## Ненасичені поліефіри
Ненасичені поліефірні смоли-це продукт конденсації ненасичених дикарбонових кислот (малеїнової і фумарової) разом із гліколями. Містять кратні карбон-карбонові зв'язки.